# Knight Inlet
El Knight Inlet (fiord del cavaller) és un dels principals entrants marins o fiords de la costa de la Colúmbia Britànica, la major de les entrades en el tram de costa meridional.

## Geografia
El Knight Inlet és un dels fiords més llargs en la costa de la Colúmbia Britànica, amb uns 105 quilòmetres de longitud, des del seu extrem nord-oriental en el continent (on conflueixen els rius Klinaklini i Franklin), fins a la seua desembocadura al sud de l'estret de la reina Carlota (entre el nord de l'illa de Vancouver i el continent). El fiord té una amplària mitjana de 2,9 quilòmetres. El fiord segueix primer una direcció sud/sud-oest, i després de fer un trencament a mitjan trajecte, gira cap a l'est/sud-est. En el seu tram final discorre entre l'illa de Gilford, al nord, i les illes Ministrel, Turnour, Harbledown i Hanson, al sud. El canal que voreja l'illa de Gilford és el Tribune Channel.

## Història
El Knight Inlet travessa el territori tradicional de les poblacions ameríndies Da'naxda'xw (abans transcrit "Tanakteuk) i Awaetlala. La tradició oral explica que Kwalate, un poble important de la tribu Da'naxda'xw a la vora d'un rierol en forma de fiord estret, va ser destruïda per un tsunami, quan una roca va lliscar en les aigües del fiord des una alçada de 840 metres al llarg dels vessants de la riba oposada. Les investigacions geològiques han demostrat que el poble va ser habitat entre els segles XIV i XVI per un centenar de persones.